# Natal Native Contingent
Il Natal Native Contingent ("Contingente Nativo del Natal") è stato un'unità militare attiva durante la guerra anglo-zulu, impiegata dall'esercito britannico e formata da volontari per la maggior parte boeri o africani.

## Storia

### Fondazione e composizione
Nonostante l'NNC sia stato fondato solo nel 1878, molti dei suoi effettivi erano già impiegati dalla Polizia a Cavallo del Natal (Natal Mounted Police), fondata nel 1873 dal maggiore e colono sudafricano John Dartnell per mantenere l'ordine interno dell'allora colonia britannica. Tuttavia, col montare delle tensioni con gli zulu e il prospettarsi della guerra contro di essi, le autorità coloniali decisero di rafforzare il corpo di polizia e aggregarlo all'esercito, risultando così nella creazione dell'NNC.
Ci furono fin da subito molti reclutamenti, soprattutto tra i boeri e alcune tribù africane come i Basotho e gli Mponso, storicamente rivali degli zulu. Molti africani, nonostante combattessero per gli europei, non rinunciarono al loro tradizionale modo di fare la guerra, recandosi quindi in battaglia seminudi ed equipaggiati solo con zagaglia e scudo di pelle di mucca, indossando solo una bandana rossa in testa per distinguersi dai nemici. Gli stessi britannici e boeri non volevano concedere troppa autonomia agli africani, non fornendoli di fucili oppure assegnandogli antiquati moschetti ad avancarica, oppure ancora dando loro pochissime munizioni per scoraggiare eventuali ribellioni.

### Guerra anglo-zulu
Allo scoppio della guerra anglo-zulu gli ausiliari africani costituivano una buona parte del corpo di spedizione britannico sotto lord Chelmsford (almeno alcune migliaia di uomini). L'NNC combatté nelle principali battaglie della guerra, segnatamente a Isandlwana e Rorke's Drift (a quest'ultima battaglia presero però parte solo alcuni singoli). Il corpo continuò a essere impiegato fino alla fine del conflitto, partecipando anche agli scontri finali nella battaglia di Ulundi.
Terminata la guerra e considerato non più necessario, il contingente venne disciolto.